# Moi, Jedi
Moi, Jedi (titre original : I, Jedi) est un roman de science-fiction écrit par Michael A. Stackpole placé dans l'univers étendu de Star Wars, séparé en deux romans lors de sa parution française et présenté alors comme une série. Le roman a été publié aux États-Unis par Bantam Spectra en 1998.

## An 11
1. Mirax a disparu, Fleuve noir, 2003 ((en) I, Jedi, 1998) (Michael A. Stackpole)
2. L'Héritage de Corran Horn, Fleuve noir, 2003 ((en) I, Jedi, 1998) (Michael A. Stackpole)

## Mirax a disparu
Mirax a disparu (titre original : I, Jedi) est un roman de science-fiction écrit par Michael A. Stackpole. Publié aux États-Unis par Bantam Spectra en 1998,, il a été traduit en français et publié par les éditions Fleuve noir en 2003,. Ce roman, se déroulant dans l'univers étendu de Star Wars, est le premier livre de la série I, Jedi.

## L'Héritage de Corran Horn
L'Héritage de Corran Horn (titre original : I, Jedi) est un roman de science-fiction écrit par Michael A. Stackpole. Publié aux États-Unis par Bantam Spectra en 1998,, il a été traduit en français et publié par les éditions Fleuve noir en 2003,. Ce roman, se déroulant dans l'univers étendu de Star Wars, est le second livre de la série I, Jedi.